# Android One
O Android One é uma linha de smartphones terceirizadas promovidos pela Google. Os dispositivos executam uma versão do sistema operacional móvel Android sem personalização da fabricante (versão Android "puro" ou versão "padrão de fábrica") e com foco em serviços oferecidos pela Google. Os aparelhos que executam o Android One recebem atualizações de software por pelo menos dois anos, após seu lançamento além de atualizações de segurança por pelo menos três anos.
O programa Android One começou em meados de 2014 e era focado em dispositivos de baixo custo vendidos em mercados emergentes, como na Índia. O objetivo do programa era acelerar a disponibilidade de versões mais recentes do Android nesses aparelhos. Nos anos seguintes, o programa Android One expandiu-se para mais territórios e para dispositivos intermediários e tops de linha. Em dezembro de 2018, o programa já abrangia cerca de 100 modelos de smartphones Android.
O Android One é um sucessor dos antigos programas chamados de Google Play Edition e Nexus que tinham, basicamente, a mesma premissa. O Google Pixel, posteriormente, substituiu a marca Nexus como linha de dispositivos fabricados pela Google, executando uma interface Android sem modificações e com atualizações garantidas.

## Características
Os dispositivos são aprovados pela Google e os fabricantes dos equipamentos originais (OEMs) concordam com esses requisitos:
- Fornecer atualizações do sistema operacional Android por dois anos.[5]
- Fornecer atualizações regulares de segurança por três anos.
- Utilizar a interface Android sem modificações.
- Fornecer o Google Play Services.

O Android One possui esses recursos:
- Quantidade mínima de bloatware.[4]
- Suporte para o Google Play Protect.[4]
- Os telefones Android One priorizam a atividade em segundo plano para os aplicativos mais importantes para reduzir o uso de energia. Além disso, a quantidade de memória mais baixa também é adequada para smartphones de entrada com 3 GB de RAM ou menos, bem como aqueles com processadores mais lentos.